# Bresnitz Markus
Bresnitz Markus (1779 – Brodi, 1831 vagy 1832) tanár, héber és német nyelven író, költő, fordító.

## Élete
1804-ben kötött házasságot Rebeka Eislerrel.
1807-1813 Kolínban, a német-zsidó iskolában („Trivialschule”), majd
1813-tól az óbudai izraelita iskolában volt tanító. A II. József rendeletére alapított iskola egyben volt német normaiskola és héber iskola is pozsonyi központtal,
az iskolát Bresnitz tanítóskodásának kezdete táján két tanára is elhagyta a frissen alapított pesti zsidó iskola kedvéért. 
Az 1816-os tavaszi nyilvános vizsgájának meghívója, amit Bresnitz Márk mint a második osztály tanítója írt alá, három osztályt említ a normaiskolákban szokásos tárgyakkal: olvasás, írás, számtan, szépírás, levélírás, német nyelvtan, könyvvitel, erkölcstan és bibliai történet.
Az 1824 és 1832 közötti osztrák állami nyilvántartások  már a főként zsidók lakta galiciai szabad kereskedelmi határvárosban,  Brodiban tartják számon, ahol a keresztények által is látogatott  háromosztályos német-zsidó reáliskolában  erkölcstant, német nyelvet, fogalmazást és szépírást tanított heti 22 órában. A tanárok képzettségére igényes Löbenstein „nemes professzornak” titulálta, és elismerően írt szaktudásáról.
Az iskola igazgatója és két tanára, köztük Bresnitz, annak a kolerajárványnak idején haltak meg, amelyik Brodi lakosságának mintegy 20%-át megbetegítette.
Nyomtatásban megjelent héber és német nyelvű munkái a kutatók számára értékes nyelvi és kordokumentumok:
Richtmann a régi Magyarország zsidóságáról 1913-ban megjelent könyvében ismételten említi Bresnitz munkáit, bár költészetét csak próbálkozásnak minősíti: „Bresnitz a tíz parancsolatban rejlő általános eszméket dolgozza fel.”
Venetianer az ő egyik írásával is illusztrálja 1922-ben azokat a nyomtatásban megjelent hazafias beszédeket, melyek egymagukban egész korrajzot tartalmaznak.
Király a kelet-közép-európai helyesírások és irodalmi nyelvek alakulásának egyes okait Bresnitztől vett idézetekkel is alátámasztja 2003-ban megjelent könyvében.
Vaderna 2015-ben megjelent cikkében Bresnitzcel példázza azt a jelenséget, hogy az érseki beiktatás alkalmából nem csak katolikusok tartottak üdvözlő beszédeket, és hogy köztük a zsidó felekezetűek a beszéd nyelvéül következetesen a németet választották.

## Munkái
- Freudenruf zur Sieges- und Friedenskunft Sr. k. k. apost. Majestät Franz des Ersten in seiner Haupt- und Residenzstadt Wien am 17. Juni 1814. Ofen. (Német és héber szöveggel; Münz Mózes óbudai rabbi művének fordítása héberből)[18]
- Freudenruf zur Feyer der Zurückkunft Sr. k. k. ap. Majestät Franz des Ersten in Seiner Haupt- und Residenzstadt Wien am 17. Juny 1814, , welcher in Anordnung der Altofuer isr. Gemeinde-Vorsteher abgesungen wurde. Ofen. Gedr. m. kön. ung. Univ.-Schriften. 8 S. deutscher u. 24 S. hebräischer Text. 8.[19]
- Anrede nebst Weih-Gedicht an… Erzherzog Joseph Anton und dessen Gemahlin Hermine. Ofen, 1815. (Münz Mózes után héber nyelvből fordítva)[18]
- Die zehn Gebothe, ein moralisches Lehrgedicht. Ofen, 1817. Gedr. m. kön. ung. Universitätsschriften. 48. S. 12.[18]
- Zur hochfestlichen Ankunft des ... Herrn Fürsten Alexander v. Rudna u. Divék-Ujfalu bei Hochdesselben Einzug in Ungarns uralte Primatial-Residenzstadt Gran, dargebracht von den Bekennern der Mosaischen Religion zu Gran. Ofen, 1820.[18]